# حسین مددی (بازیکن فوتبال، زاده ۱۳۷۴)

حسین مددی (زاده ۱۸ خرداد ۱۳۷۴ - اراک) بازیکن فوتبال اهل ایران است.
وی سابقه بازی در تیم‌های آلومینیوم اراک، پارس جنوبی جم، نساجی مازندران، نیروی زمینی، خیبر خرم‌آباد، خوشه طلایی و استقلال خوزستان را در کارنامه دارد.